# 扒天姬
扒天姬，又稱扒天機或稱扒船，香港圍村獨有的農曆新年傳統習俗，通常都在農曆正月十五到正月十九其中一日舉辦，村民會將一只用糊紙製造的紙船遊行，會向村民收集所有不潔之物，放入紙船，最後連同紙船焚化。

## 外部連結
- 香港非物質文化遺產資料庫扒天姬 （页面存档备份，存于）